# 阿韦讷莱索贝尔
阿韦讷莱索贝尔（法語：Avesnes-les-Aubert，法語發音：[avɛn le.z‿obɛʁ]）是法国上法蘭西大區北部省的一个市镇，属于康布雷区。

## 地理
阿韦讷莱索贝尔（50°11'50"N, 3°22'48"E）面积9.01 平方千米，位于法国上法蘭西大區北部省，该省份为法国最北部的省份及最长的省份，西北濒北海，西接加来海峡省，南至埃纳省和索姆省，东与比利时接壤。
与阿韦讷莱索贝尔接壤的市镇（或旧市镇、城区）包括：维莱昂科希、圣伊莱尔莱康布雷、布西耶尔昂康布雷西、卡尼耶尔、略昂康布雷西、圣欧贝尔。

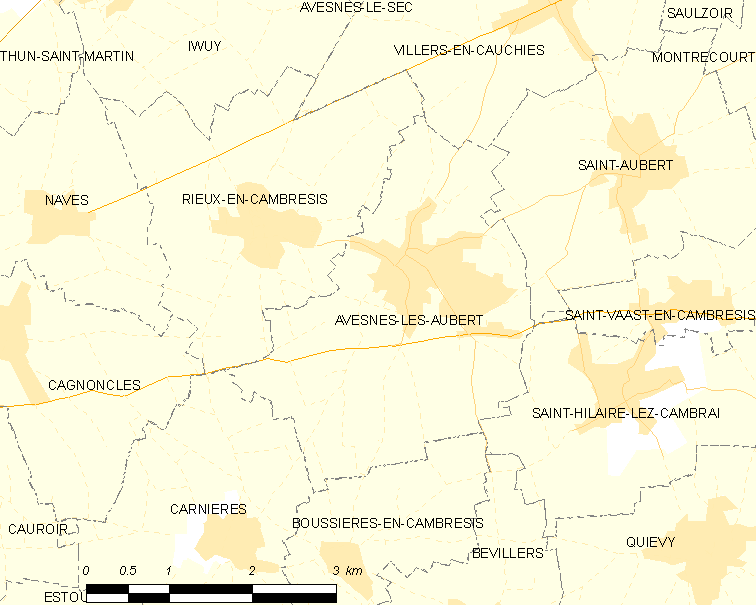
阿韦讷莱索贝尔的OSM定位图

阿韦讷莱索贝尔的时区为UTC+01:00、UTC+02:00（夏令时）。

## 行政
阿韦讷莱索贝尔的邮政编码为59129，INSEE市镇编码为59037。

## 政治
阿韦讷莱索贝尔所属的省级选区为科德里县。

## 人口

1962-2008年间阿韦讷莱索贝尔人口变化图示

阿韦讷莱索贝尔于2022年1月1日时的人口数量为3584人。